# Antonio Bernardi (politico)
Antonio Bernardi (Reggio nell'Emilia, 4 aprile 1941) è un politico italiano.

## Biografia
Ha effettuato studi classici, assumendo incarichi politici fin dalla giovane età. Dopo essere stato segretario provinciale reggiano della FGCI (Federazione Giovanile Comunista Italiana), nel 1963 è entrato a far parte della segreteria provinciale del PCI di Reggio Emilia, assumendone l'incarico di segretario provinciale dal 1973 al 1979, quando è stato eletto deputato. Dopo essere stato rieletto alle elezioni politiche nel 1983, nel 1986 è entrato a far parte del consiglio d'amministrazione della RAI (incarico che ricoprirà fino al 1994).
Dal 1970 al 1980 è stato anche consigliere provinciale e dal 1993 al 1995 assessore alle istituzioni culturali del comune di Reggio Emilia. Negli stessi anni, fino al 1996, è stato presidente del consiglio d'amministrazione del quotidiano “L'Unità”.
Lasciata la politica attiva, negli anni successivi ha assunto incarichi di responsabilità in “Omnitel – Pronto Italia”, impresa privata di telefonia mobile attiva nel settore della liberalizzazione e dello sviluppo delle telecomunicazioni in Italia che è poi confluita nel gruppo multinazionale “Vodafone”. Dal 2012 al 2013 è stato presidente della Fondazione Vodafone Italia.